# Siegfried Akkermann

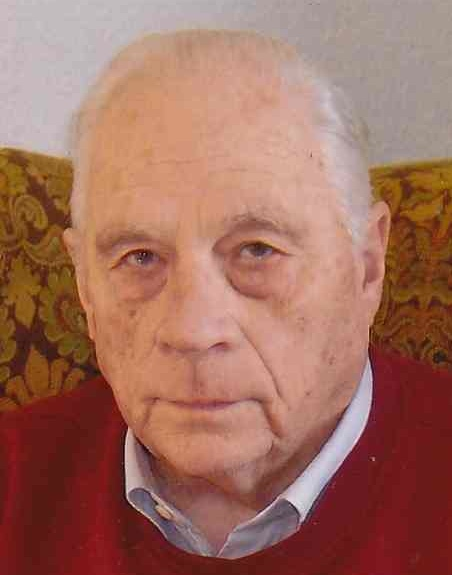
Siegfried Akkermann (2010)

Siegfried Akkermann (* 19. Februar 1935 in Schaulen, Litauen) ist ein deutscher Wissenschaftler, Arzt und Schriftsteller.

## Leben
1939 zog die Familie nach Lodsch (polnisch Łódź). Kurz vor Kriegsende 1944 wurde sie nach Kühlungsborn in Mecklenburg evakuiert. Hier besuchte Siegfried Akkermann die Fritz-Reuter und später zum Abitur die Goethe-Oberschule in Bad Doberan. Nach dem Abitur 1953 absolvierte er ein Studium der Medizin an der Universität Rostock, was mit dem Staatsexamen 1958 und der Promotion 1959 abgeschlossen wurde. Von 1959 bis 1980 war Akkermann an der Universität Rostock tätig, 1969 erfolgte die Habilitation. Ab 1975 hatte er eine Professur für Sozialhygiene. 1974 bis 1978 nahm er Gastprofessuren an den Universitäten von Basra (Irak) und Chapel Hill (North Carolina) wahr.
Akkermann war von 1981 bis 1987 in Nachfolge von Werner Ludwig Präsident des Deutschen Roten Kreuzes der DDR sowie von 1981 bis 1989 Vizepräsident der Kommission für Gesundheit und Soziale Dienste der Internationalen Föderation der Rotkreuz- und Rothalbmond-Gesellschaften. Sein Nachfolger als DRK-Präsident wurde Gerhard Rehwald. Von 1987 bis 1991 war Akkermann als Direktor des Instituts für Sozialmedizin der Universität Rostock tätig und von 1990 bis 1998 nahm er das Amt des Vizepräsidenten des DRK-Landesverbandes Mecklenburg-Vorpommern wahr. Er ist seit 2004 Ehrenmitglied des Präsidiums des Deutschen Roten Kreuzes.
2005 veröffentlichte er seine Familien- und Kindheitserinnerungen unter dem Titel „Jenseits von Riga“ beim Godewind Verlag in Wismar.

## Auszeichnung
- 1970 Max-von-Pettenkofer-Preis der Deutschen Gesellschaft für die gesamte Hygiene.

## Werke
- Siegfried Akkermann: Jenseits von Riga: Familien- und Kindheitserinnerungen eines Deutschbalten. – Von Schaulen nach Kühlungsborn. Godewind Verlag, Wismar 2005, ISBN 978-3-938347-70-6
- Siegfried Akkermann: Kühlungsborner Bilderbogen und Rostocker Allerlei. Godewind Verlag, Wismar 2007, ISBN 978-3-939198-05-5
- Siegfried Akkermann: Hiergeblieben: Über ärztliches Werden und Wachsen; die DDR um das Jahr 1961. Lexikus Verlag, Edition Godewind, Bad Kleinen 2010, ISBN 978-3-940206-37-4
- Siegfried Akkermann: Die Basrah Story. Als Gastprofessor im Irak zu Beginn der Herrschaft von Saddam Hussein. Books on Demand GmbH, Norderstedt 2010, ISBN 978-3-8423-2791-7
- Siegfried Akkermann: Im Zeichen des Roten Kreuzes. Bekanntschaften und Begegnungen eines ehemaligen Präsidenten des Deutschen Roten Kreuzes der DDR. Georg Olms Verlag, Hildesheim 2013, ISBN 978-3-487-08528-9